# Unia (album)
Unia è il quinto album del gruppo musicale finlandese Sonata Arctica, pubblicato nel 2007 dalla Nuclear Blast.
Sull'album è raffigurata la scritta Unia ("sogni" in finlandese) e Sonata Arctica su sfondo rosso. Le tracce sono tutte nuove tranne il singolo Paid in Full che è uscito prima dell'album. È l'ultimo album in cui suona il chitarrista Jani Liimatainen.

## Tracce
Testi e musiche di Tony Kakko, fatta eccezione dove indicato, arrangiamenti dei Sonata Arctica.
1. In Black and White – 5:03
2. Paid in Full – 4:24
3. For the Sake of Revenge – 3:23
4. It Won't Fade – 5:58
5. Under Your Tree – 5:14
6. Caleb – 6:16
7. The Vice – 4:08
8. My Dream's But a Drop of Fuel for a Nightmare – 6:13
9. The Harvest – 4:21
10. The Worlds Forgotten, The Words Forbidden – 2:57
11. Fly with the Black Swan – 5:05
12. Good Enough Is Good Enough – 5:16

Traccia bonus nell'edizione speciale europea
1. To Create A Warlike Feel – 5:03

Tracce bonus nell'edizione giapponese
1. They Follow – 4:50
2. Out in the Fields (Gary Moore cover) – 4:06 (Gary Moore)
3. My Dream's But A Drop Of Fuel For A Nightmare (Instrumental) – 7:11

Traccia bonus nell'edizione statunitense
1. Out in the Fields (Gary Moore cover) – 4:06 (Gary Moore)

## Formazione
- Tony Kakko - voce
- Jani Liimatainen - chitarra
- Tommy Portimo - batteria
- Marko Paasikoski - basso
- Henrik Klingenberg - tastiera